# Diecezja Zachodniego Kandanadu
Diecezja Zachodniego Kandanadu – diecezja Malankarskiego Kościoła Ortodoksyjnego z siedzibą w Ernakulam w stanie Kerala w Indiach.
Została erygowana w 2002, kiedy podzielono diecezję Kandanad na dwie części - wschodnią i zachodnią. Obejmuje 41 kościołów, a posługuje w niej 34 księży.